# Динептунат(VI) цезия
Динептуна́т(VI) це́зия — неорганическое соединение,
комплексный оксид нептуния и цезия
с формулой Cs2Np2O7,
кристаллы.

## Получение
Соединение получают двумя методами, «нитратным» и «гидроксидным»:
- Тепловое разложение смеси нитрата цезия и нитрата нептуния, соосаждённых из раствора путём испарения;
- Реакция гидроксида цезия с оксидом нептуния(V).

В обоих случаях для завершения реакции необходим длительный отжиг смеси (при температуре как минимум 450 °C в течение 8 часов).
Также используется разложение триацетата цезия-нептунила CsNp2O(CH3COO)3 при отжиге на воздухе при 600 °C в течение 2 часов:
2CsNp2O(CH3COO)3 + 12O2 → Cs2Np2O7 + 12CO2 + 9H2O.
Ацетат предварительно получается путём растворения гидроксида нептуния(VI) в горячей уксусной кислоте, добавления раствора ацетата цезия в уксусной кислоте и осаждения.

## Физические свойства
Динептунат(VI) цезия образует кристаллы моноклинной сингонии, пространственная группа C 2/m, параметры ячейки a = 1,430(1) нм, b = 0,4330(2) нм, c = 0,7400(4) нм, β = 113,58(5)°, Z = 2.
Стандартная энтальпия образования вещества составляет ΔHo
298,15 = (−2897,6 ± 10,0) кДж/моль.

## Химические свойства
Разлагается при 675 °C. В соединении нептуний постепенно восстанавливается до Np(V) при комнатной температуре; скорость разложения не зависит от освещённости.